# Kompositionspreis der Stiftung Gaudeamus
Der Kompositionspreis der Stiftung Gaudeamus ist eine international ausgerichtete Auszeichnung für junge Komponisten zeitgenössischer Musik. Der Preis wird seit 1957 bei der Gaudeamus Muziekweek vergeben, einem Festival der gleichnamigen Stiftung. Von 1978/1979 bis 1983 wurde der Preis ausgesetzt, seit 1984 wird er wieder jährlich verliehen. Das Höchstalter der Teilnehmer wurde 1988 auf 30 Jahre gesenkt. Von 2008 bis 2010 fand die Verleihung in der Regie des Muziek Centrum Nederland in Amsterdam statt, 2011 zog das Festival samt Preis nach Utrecht um.

## Preisträger
- 1957 Peter Schat (NL)
- 1958 Otto Ketting (NL, Due Canzoni)
- 1959 Louis Andriessen (NL)
- 1960 Lars Johan Werle (SE)
- 1961 Misha Mengelberg (NL), Per Nørgård (DK) und Enrique Raxach (ES/NL)
- 1962 Pauline Oliveros (USA, Sound Patterns)
- 1963 Arne Mellnäs (SE)
- 1964 Ib Nørholm (DK)
- 1965 Joep Straesser (NL) und Mario Bertoncini (IT)
- 1966 Alfred Janson (NO) und Ton Bruynèl (NL)
- 1967 Hans-Joachim Hespos (DE), Costin Miereanu (RO/FR), Maurice Benhamou (FR), Jean Yves Bosseur (FR), Tona Scherchen (CH), Ralph Lundsten – Leo Nilson (SE)
- 1968 Vinko Globokar (FR)
- 1969 Jos Kunst (NL)
- 1970 Jan Vriend (NL, für Huantan)
- 1971 John McGuire (USA)
- 1972 Daniel Lentz (USA)
- 1973 Maurice Weddington (USA)
- 1974 Hans Christian Détlefsen (DE/NL)
- 1975 Robert Saxton (UK)
- 1976 Fabio Vacchi (IT, Les Soupirs de Geneviève)
- 1977 Şerban Nichifor (RO)
- 1978 Stefan Dragostinov (BG, Kantate The Fair)
- Bis 1983 wurden keine Preise vergeben[2]
- 1984 Mauro Cardi (IT)
- 1985 Unsuk Chin (KR)
- 1986 Uros Rojko (SI)
- 1987 Karen Tanaka (JP)
- 1988 Michael Jarrell (CH)
- 1989 Richard Barrett (UK, I open and close)
- 1990 Claus-Steffen Mahnkopf (DE) und Paolo Aralla (IT)
- 1991 Asbjørn Schaathun (NO)
- 1992 Jörg Birkenkötter (DE)
- 1993 David del Puerto (ES, Concierto for oboe and chamber ensemble)
- 1994 Richard Ayres (UK)
- 1995 Jesús Torres (ES) und Michael Oesterle (CA)
- 1996 Régis Campo (FR)
- 1997 Hang Zou (CN)
- 1998 Kumiko Omura (JP) und Geoff Hannan (UK)
- 1999 Michel van der Aa (NL)
- 2000 Yannis Kyriakides (CY/NL)
- 2001 Palle Dahlstedt (SE) und Takuya Imahori (JP)
- 2002 Valerio Murat (IT)
- 2003 Dmitri Kourliandski (RU)
- 2004 Sampo Haapamäki (FI, Signature)
- 2005 Oscar Bianchi (IT/CH)
- 2006 Lefteris Papadimitriou (GR) und Gabriel Paiuk (AR)
- 2007 Christopher Trapani (USA)
- 2008 Huck Hodge (USA, Parallaxes, für Kammerorchester)
- 2009 Ted Hearne (USA, Katrina Ballads)
- 2010 Marko Nikodijević (SRB/DE)
- 2012 Konstantin Heuer (DE)[5]
- 2013 Tobias Klich (DE)
- 2014 Anna Korsun (UA)
- 2015 Alexander Chubejew (RU)
- 2016 Anthony Vine (USA)
- 2017 Aart Strootman (NL)
- 2018 Sebastian Hilli (FI)
- 2019 Kelley Sheehan  (USA)
- 2021 Annika Socolofsky (USA)
- 2022 Rohan Chander (USA)
- 2023 Zara Ali (USA)
- 2024 Yixie Shen (CN)

## Weblink
- Winners of the Gaudeamus Award